# باشگاه فوتبال تاموورث
باشگاه فوتبال تاموورث (به انگلیسی: Tamworth Football Club) یک باشگاه فوتبال در شهر تم‌وورث، استافوردشایر، کشور انگلستان است که در سال ۱۹۳۳ میلادی تأسیس شده‌است.